# 文化政治
文化政治（ぶんかせいじ）とは、日本の植民地時代の朝鮮半島における朝鮮総督府がおこなった武断政治に代わる統治方針。

## 概要

### 契機となる三・一独立運動
ウィルソンの十四ヶ条に触発されて1919年に三・一独立運動の蜂起がおこった。変乱は鎮圧を見たものの、当時の原敬内閣のもとで1919年（大正8年）8月20日勅令により朝鮮総督と台湾総督の官制が現役武官制から改められ、文官任用にまで範囲が拡大した。原敬首相は長谷川好道総督を更迭し、海軍穏健派で同郷(水沢藩)の斎藤実海軍大将を新たな朝鮮総督に任命し、補佐役には水野錬太郎政務総監（寺内内閣内相)が充てることで、斎藤総督のもと文化政治が開始された。
1920年代、原内閣は台湾や朝鮮をはじめとする植民地に対し内地延長主義を主張しており、内地である日本の法域に台湾や朝鮮を包摂することで、融和による同化政策を推進する方針を固めていた。

### 斎藤総督の赴任と暗殺未遂事件
1919年9月2日、斎藤実と政務総監水野錬太郎は朝鮮の南大門駅（現 ソウル駅）に降り立った。そのとたん、独立運動派の姜宇奎により爆弾を投げつけられた。爆発によって護衛の日本人警察官をはじめとする死傷者37人を出したものの、斎藤自身には大した怪我がなく、姜は裁判の末に絞首刑となった。

### 憲兵制度の廃止
三・一運動を引き起こしたとして朝鮮総督府の「武断統治」に批判が高まった。
それまでの武断政治は、朝鮮全土に日本の軍や警察・憲兵を配置し、軍人による統治や警察活動のほか、各地に朝鮮人を含むスパイ網が張り巡らされ、独立運動や日本支配への抵抗運動を厳しく取締まる治安維持活動にあたった。しかし、三・一独立運動により、憲兵警察制度やそのもとでの天一教によるスパイ網が機能不全であったことが露呈した。なかでも「武断政治」の象徴とされた憲兵制度は、当時の日本の警察制度としては異例の形態であったため、まもなく廃止された。
朝鮮の治安警察組織は、憲兵制度から普通警察制度へ改編されることとなった。一般行政部門から独立していた警務総監部や道警務部を廃止し、総督直属の警務局を設置し、道知事（1919年に道長官を改名）へ警察権を付与して各道に第三部（のちの警察部）を設置させた。
また、官吏や教員の制服着帯を廃止した。

### 親日勢力の醸成
強権的な支配から一定の融和策を採用することで、朝鮮半島における独立運動勢力の懐柔を試みた。その一環として、若干ではあるものの朝鮮人を官吏に採用したり、待遇改善を図った。諮問機関である評議会を道・府・面の行政単位ごとに置いたものの、民族自治は認められなかった。支配体制に組み入れられた朝鮮人に組織させた親日的な民間団体を育成し、「不平・不満分子」を排除して朝鮮人の中に対立を持ち込むという「分割支配」（分断統治）を行った。

### 同化政策の促進
1922年に朝鮮教育令が改定され、日本内地の小学校令・中学校令・高等女学校令が朝鮮半島にも適用された。特に初等教育の普及が急務とされ、一面（村）一校設置計画が立てられたが、それが完成した１９３６年においても就学率は２５％（男子４０％、女子１０％）に過ぎなかった。日本語教育が重視され、普通学校（小学校）では日本語１０時間に対し、朝鮮語４時間とされた。これらの動きは、のちの皇民化政策に繋がる。

### 京城大学（現在のソウル大学）の設立
総督府は「内鮮共学」というスローガンのもと朝鮮半島における高等教育への整備を進めた。それまでの朝鮮は総督府により「民度」が低いとされ、大学設置が認められていなかったことが不満の一つであったため、新教育令により大学設立を認めた。三・一独立運動後の1920年頃からは、民族系の団体が私立の「朝鮮民立大学」設立の動きをみせたほか、在朝鮮アメリカ系宣教師団体が専門学校の大学昇格の動きもあった。。日本の朝鮮統治への抵抗として、大学設立機運が朝鮮民衆の間に高まるなか、こうした動きを牽制するため日本政府および朝鮮総督府主導下での大学設置が急がれることとなった。1926年に、総督府は京城帝国大学令を公布し、京城帝国大学（現在のソウル大学校）を開設した。